# A&E Germany
A&E Germany war ein über Kabel, Satellit und IPTV ausstrahlender PayTV-Privatsender mit Hauptsitz in München. A&E steht für Arts and Entertainment (Künste und Unterhaltung), was in Amerika auch für viele Jahre im Titel des Muttersenders A&E Network stand. Der Sender strahlte sein Vollprogramm in Deutschland, in Österreich und in der Schweiz aus. Er ersetzte am 22. September 2014 im deutschsprachigen Markt auf allen Verbreitungswegen den Biography Channel. A&E firmierte in Deutschland unter der Bezeichnung The History Channel (Germany) GmbH & Co. KG, welche außerdem den Schwestersender History betreibt. Im deutschsprachigen Raum wurde der nichtfiktionale digitale Sender in einem Joint Venture zwischen NBC Universal Global Networks Deutschland GmbH und A+E Networks betrieben.
Im April 2019 wurde bekanntgegeben, dass der Sender ab 29. Juni 2019 in „Crime + Investigation“ umbenannt werde.

## Programm
A&E strahlte Reallife-Dokutainment rund um außergewöhnliche Protagonisten aus. Crime, Deals, Family und Paranormal bildeten die vier Kerngenres des Senders. Das Programm wurde vollständig durch A+E Networks Germany zusammengestellt und setzte sich aus synchronisierten Produktionen des amerikanischen Pendants, Sendungen des deutschen Programmpartners ZDF und weiteren Zulieferern zusammen. Das Angebot umfasste Einzelsendungen, wöchentliche themenbezogene Inhalte sowie Serien und Reihen.

## Formate
A&E Germany gliederte 2014 sein Programmangebot in sieben Serienkategorien:
- Crime
- Deals
- Family
- Lifechange
- Lifestyle
- Paranormal
- Portrait

## A&E Germany HD

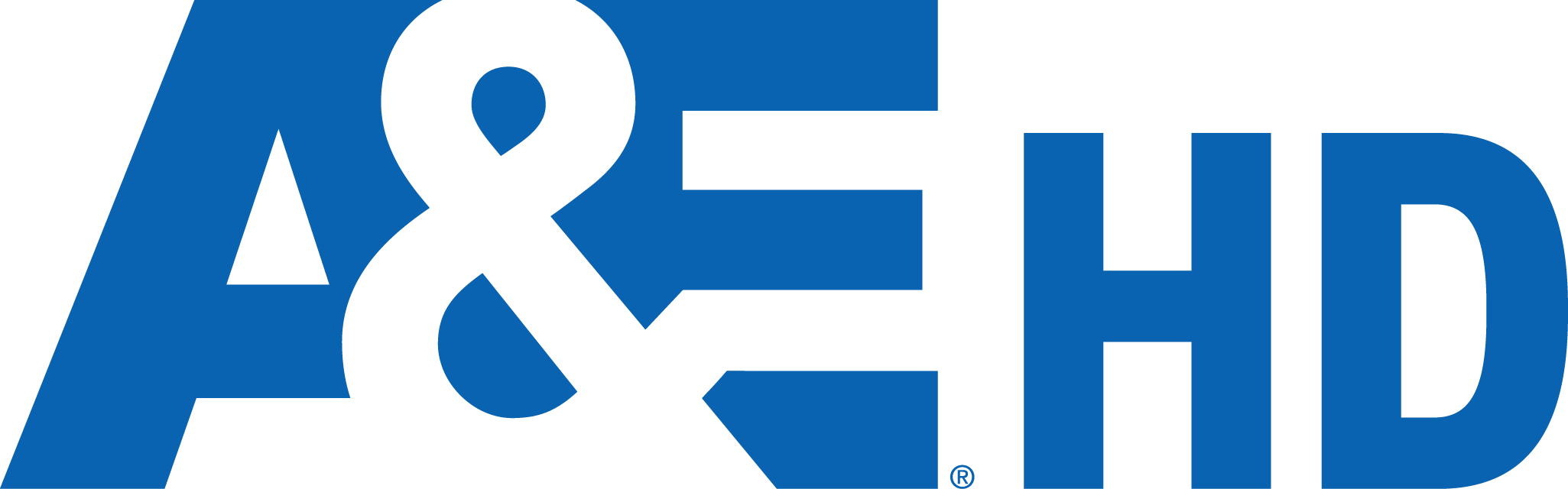
Logo von A&E Germany HD

Am 22. September 2014 startete A&E Germany gleichfalls einen 1080i-High-Definition-Sender, der gleichzeitig dasselbe Programm wie A&E Germany ausstrahlt. A&E HD war über Kabel Deutschland im Vielfalt HD Extra und im IPTV über die Telekom-Fernsehplattform Entertain in der HD-Option zu empfangen. Ein HD-Ableger über den Pay-TV-Anbieter Sky stand noch aus.